# 罗兰·弗赖斯勒
羅蘭·弗賴斯勒（德語：Roland Freisler；1893年10月30日—1945年2月3日）是一個德國律师，他的生涯始自魏玛共和国时期，并在納粹德國时期达到生涯巅峰。他擔任過希特勒的帝國司法部秘書和人民法院的院長。人民法院是在憲法授權外成立的機關，主要負責審理關於對抗希特勒獨裁政權的政治活動，並進行過一系列作秀般的公開審訊。

## 早期生涯
和許多納粹政權的領導人員不同，關於弗賴斯勒的過去的基本資料較不為人所知。他出生在策勒，為一個工程師之子，並經歷了第一次世界大戰。在1914年時為一個預備軍官，到了1915年時已經是個中尉，並且持續到1915年10月成為俄羅斯帝國的戰俘為止。
在被囚禁於俄羅斯的時期，弗賴斯勒學習了俄語，且在1917年俄國革命後，他對於馬克思主義充滿了極大的興趣。布爾什維克以他為陣營中的食物供給部長。
他在1920年時回到德國，並且在耶拿大學攻讀法律，且在1922年時取得法學博士。1924年以後，他在卡塞爾從事律師工作，同時也是個市議員。
1928年時，他娶瑪麗昂·羅森格爾（1910-1997）為妻，育有兩個個兒子，哈拉爾德（Harald）和羅蘭（Roland）。

## 加入納粹黨
儘管納粹黨宣稱他們堅決反對馬克思主義，但弗賴斯勒仍然在1925年7月時加入了納粹黨。他在國家社會主義德意志勞工黨的黨員編號是9679。儘管布爾什維克和納粹不合，但兩者主要的敵人卻是一樣的，那就是「威瑪共和國」。在此期間，他擔任當這個新政黨的成員遇到法律問題時的辯護律師。他同時也是普魯士議會的議員，且之後成為德意志帝國議會的成員之一。 
在1927年，黑森選侯邦的省長，卡爾·魏因里希以下列的方式來描述弗賴斯勒這個人：
弗賴斯勒作為我們的最佳發言人應該還算稱職，特別是在群眾之中，他具有影響力。但大多數的人們可能會反對他。弗賴斯勒同志只適合當個發言人，他並不適合當領導者，因為他是個不可靠且喜怒無常的人。

## 希特勒時期的工作
在1933年2月時，弗賴斯勒被指派為普魯士司法部的秘書。他在1933年到1934年期間擔任普魯士司法部副部長
，並在1934年到1942年間擔任中央政府司法部副部長。他在1942年1月20日之後為萬湖會議的代表，在此他代表弗朗茨·施勒格贝格尔部長（司法部部長），討論關於最終解決方案的細節計畫，該計畫的目標是消滅所有歐洲的猶太人。

## 人民法院院長

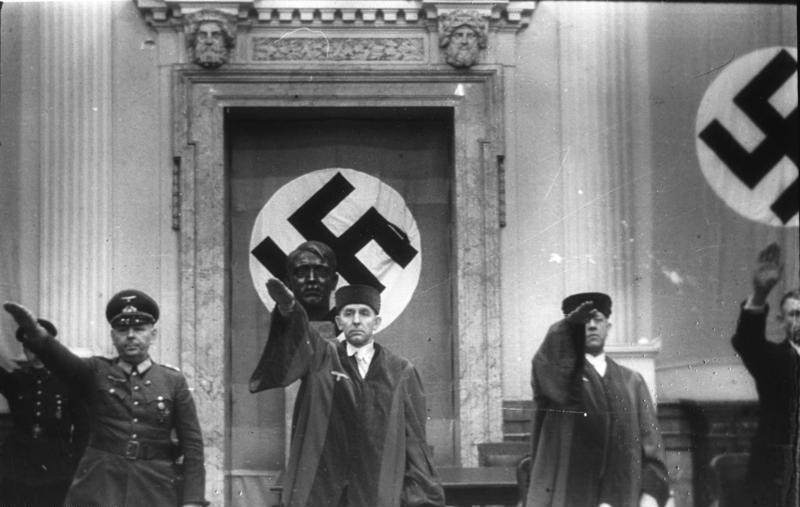
7月20日密謀案的其中一次審判，站在中間的人即為羅蘭·弗賴斯勒

1942年8月20日，希特勒指派奧托·蒂拉克（Otto Thierack）為司法部部長，以接替退休的施里戈伯格，並且任命弗賴斯勒接替奧托·蒂拉克擔任人民法院院長。人民法院這個機關是運作於憲法體制之外的機關，負責審理各種進行「政治犯罪」的人，包含黑市商人、工作緩慢的人、以及失敗主義者。這些犯罪被弗賴斯勒主持的法院視為「Wehrkraftzersetzung」（防禦能力的崩潰），並且依此而嚴厲的處刑，許多人甚至因而被判處死刑。
在弗賴斯勒掌管之下，死刑判處率急速上升，進入人民法院審理的人中，最終有將近90%被判處死刑或有期徒刑，且判決通常在審理前就已經決定好了。在1942年到1945年之間就判決了超過5000件死刑，而這其中的2600件是由人民法院第一庭，即弗賴斯勒擔任庭長的法庭所判。因此，就人民法院的歷史而言，弗賴斯勒是個相當重要的人物，在他掌管之下的人民法院於三年（1942到1945年）中判決死刑的數量幾乎和該法院存在的整個時期（1934到1945年）中的其他時間內判決死刑的數量相同。
弗賴斯勒特別為人所知的部分便是他會當庭羞辱被告，並且大聲的對他們咆嘯。人民法院審理7月20日密謀案的被告有被拍攝並記錄下來。舉例來說，在1944年對於烏爾里希·威廉·施韋林·馮·施萬嫩費爾德的審理中，弗賴斯勒的大聲咆嘯使得當天負責拍攝現場畫面的技術員面臨的最大問題便是如何使被告的聲音可以被聽清楚。在該次密謀案中，馮·什未林和其他大多數參與的人員被判處吊刑。除了這此事件之外，另一個表演性的審判是弗賴斯勒在1943年對於白玫瑰成員的審判，在這此的審判中，許多參與者也被宣告死刑，並以斷頭台執行之。

## 死亡

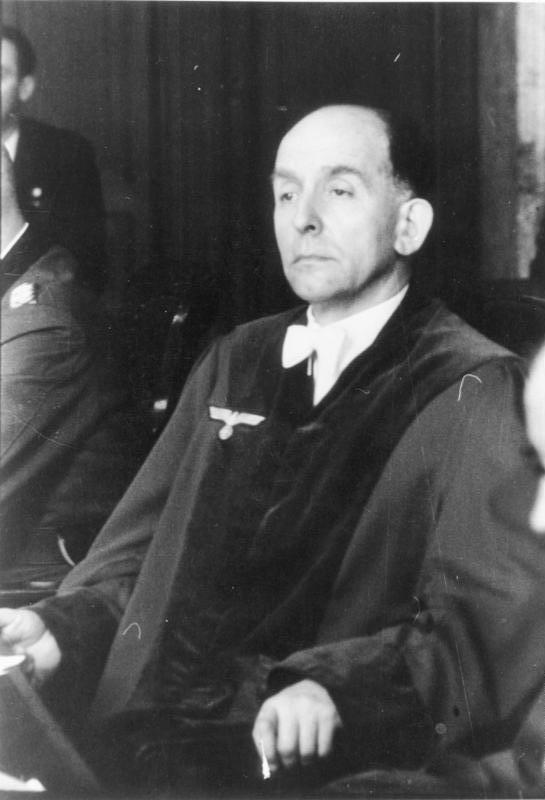
羅蘭·弗賴斯勒

1945年2月3日，當空襲警報響起，聯軍的炸彈空襲柏林時，弗賴斯勒正在進行他星期六在人民法院的庭訊。該日，將近1000架的B-17轟炸機將大約3000噸的炸彈丟到柏林，這次個轟炸為柏林所遭受到最大一次的空襲。納粹的許多政府機關建築都遭到轟炸，包含希特勒總理府、蓋世太保總部、納粹黨總部和人民法院皆包含在內。
根據一份報告指出，當天弗賴斯勒匆忙的暫停審理，並且命人將當日的罪犯帶進避難室中，同時暫停該日審理檔案的整理。在一次幾乎直接命中人民法院建築的轟炸中，弗賴斯勒在法庭中被因為轟炸而斷落的樑壓死。他的屍體在一根倒塌的石造柱狀物下被發現，而手上抓著他試圖拯救的檔案。包含那些當天審理的關於法比安·冯·施拉布伦多夫（Fabian von Schlabrendorff）企圖於1944年的密謀案中對抗希特勒的檔案。
不過根據另一份不同的報導則指出，弗賴斯勒是「在當他企圖從法庭去空襲避難室的途中，被一個炸彈碎片殺死的，且他是在柏林人民法院的走廊因流血過多而死。而法比安·冯·施拉布伦多夫「站在他的法官旁，並看著他死去。」弗賴斯勒的死亡使法比安·冯·施拉布伦多夫免於受到宣判及行刑，並於後來成為西德憲法法院（Bundesverfassungsgericht）的法官之一。
一份外國的報導表示，「顯然沒有任何人對於他的死亡感到遺憾。」路易絲·約德爾（Luise Jodl），阿爾弗雷德·約德爾將軍的遺孀，於25年後回憶，她二戰期間曾經在呂措的醫院工作過，當弗賴斯勒的遺體被送入醫院時，有一個工人說道：「這是神的審判。」而根據約德爾的說法，在周圍的群眾中「當時沒有任何人對此表示意見。」

### 脚注
1. ↑  Guido Knopp, Hitler's Hitmen, Sutton Publishing, 2000, p. 220-221.
2. ↑  Guido Knopp, op. cit., p. 222.
3. ↑  William Shirer, The Rise and Fall of the Third Reich, p. ; Jerje Granberg, AP dispatch from Stockholm, reprinted as "Berlin, Nerves Racked By Air Raids, Fears Russian Army Most," Oakland Tribune, February 23, 1945, p. 1.
4. 1 2  George F. Will, "Plot failed, but the spirit lived," reprinted in The Anniston Star, 1974年7月19日, p. 4.
5. ↑  Guido Knopp, op. cit., p. 216.
6. ↑  Guido Knopp, op. cit., p. 250.
7. ↑  Jerje Granberg, Id.
8. ↑  William Buchanan, "Nazi War Criminal's Widow Recalls Nuremberg," Boston Globe report reprinted in The Daily Times-News (Burlington, N.C.)，1972年12月20日，第1頁。

### 其他
- Breuning, Stephan. Roland Freisler: Rechtsideologien im III. Reich. Neuhegelianismus kontra Hegel ("Legal ideologies in the Third Reich. Neo-Hegelianism contra Hegel") Hamburg, Kovac 2002, ISBN 3-8300-0667-5.
- Buchheit, Gert. Richter in roter Robe. Freisler, Präsident des Volksgerichtshofes ("Judges in Red Robes. Freisler, President of the People's Court") München, 1968.
- Geerling, Wayne. "Protecting the National Community From Juvenile Delinquency: Nazification of Juvenile Criminal Law in the Third Reich", a chapter from the author's dissertation Resistance as High Treason: Juvenile Resistance in the Third Reich, Melbourne University, 2001. Read it here[永久]
- Klee, Ernst. . Frankfurt-am-Main: Fischer-Taschenbuch-Verlag. 2007. ISBN 978-3-596-16048-8.
- Knopp, Guido. Hitler's Hitmen (Ch. 4, "The Hanging Judge"). Stroud, UK: Sutton Publishing, 2002.
- Koch, H. W. In the Name of the Volk: Political Justice in Hitler's Germany London, 1989.
- Ortner, Helmut. Der Hinrichter. Roland Freisler, Mörder im Dienste Hitlers ("The Executioner. Roland Freisler, Murderer in Hitler's Service") Wien, Zsolnay 1993, ISBN 3-552-04504-X.

## 外部連結
- . New York Times. 1994-12-17  [2008-08-10]. （原始内容存档于2007-11-09）.